# Anomocora gigas
Espèce
Statut CITES
Anomocora gigas est une espèce de coraux appartenant à la famille des Caryophylliidae.